# الدوري النرويجي الممتاز 1959–60
الدوري النرويجي الممتاز 1959–60 (بالنرويجية: Hovedserien 1959–60)‏ هو موسم من الدوري النرويجي الممتاز. أشرف على تنظيمه اتحاد النرويج لكرة القدم، وكان عدد الأندية المشاركة فيه 16، وفاز فيه نادي فريدريكستاد.